# 12e étape du Tour d'Italie 2023
Pour un article plus général, voir Tour d'Italie 2023.
La 12e étape du Tour d'Italie 2023 se déroule le jeudi 18 mai 2023 de Bra à Rivoli dans le Piémont, sur une distance de 179 km.

## Parcours
Après un crochet vers le sud-ouest comprenant le franchissement après 36 km du col de Pedaggera (col de 3e catégorie), le tracé de la douzième étape s'oriente vers le nord-est et se dirige vers Rivoli par un parcours relativement plat. Les coureurs franchissent une première fois la ligne d'arrivée avant d'accomplir une boucle de 53 kilomètres. Cette boucle grimpe le Colle Braida, un col de 2e catégorie (sommet à 28 km de l'arrivée) avant de rejoindre par un final descendant puis assez vallonné jusqu'à l'arrivée à Rivoli.

## Déroulement de la course
En début d'étape, Marco Frigo (Israel Premier Tech) et Davide Formolo (UAE Emirates) attaquent et se retrouvent en tête de la course. Mais ils sont bientôt rejoints par un important groupe de 24 hommes et, après l'ascension de Pedaggera (col de 3e catégorie, sommet après 36 km de course), par quatre autres coureurs. Un imposant groupe de 30 unités se retrouve dès lors aux commandes de l'étape. 18 des 22 équipes du Giro 2023 sont représentées dans ce groupe de tête. Seules les équipes Ineos Grenadiers, DSM, Arkéa-Samsic et Groupama-FDJ ne comptent aucun coureur parmi les attaquants. À 92 km de l'arrivée, cinq coureurs sortent du groupe de tête. Perdant rapidement Samuele Battistella, ils se retrouvent à quatre en tête  : Nico Denz (Bora-Hansgrohe), Sebastian Berwick (Israel Premier Tech), Alessandro Tonelli (Green Project-Bardiani) et Toms Skujiņš (Trek Segafredo) et creusent un écart sur leurs anciens compagnons d'échappée. Au premier passage sur la ligne d'arrivée de Rivoli (53 km à parcourir), le quatuor de tête possède une avance de plus de 3 minutes sur les premiers poursuivants dont se sont extraits Alex Baudin (AG2R), Christian Scaroni (Astana) et Alberto Bettiol (EF Education) et presque 9 minutes sur le peloton. Au Colle Braida (9,8 km, col de 2e catégorie), Skujiņš, Berwick et Denz passent en tête, Tonelli ayant été distancé d'une quarantaine de secondes. À Rivoli, le sprint à trois est lancé et l'Allemand Nico Denz franchit la ligne en vainqueur devant Toms Skujiņš. Le peloton avec tous les favoris termine à plus de 8 minutes.

## Résultats

### Classement de l'étape
| \| Classement de l'étape \| Classement de l'étape \| Classement de l'étape \| Classement de l'étape \| Classement de l'étape \| \| Coureur \| Coureur \| Pays \| Équipe \| Temps \| \| --------------------- \| --------------------- \| --------------------- \| ---------------------------------- \| --------------------- \| \| 1er \| Nico Denz \| Allemagne \| Bora-Hansgrohe \| 4 h 18 min 11 s \| \| 2e \| Toms Skujiņš \| Lettonie \| Trek-Segafredo \| + 0 s \| \| 3e \| Sebastian Berwick \| Australie \| Israel-Premier Tech \| + 3 s \| \| 4e \| Alessandro Tonelli \| Italie \| Green Project-Bardiani CSF-Faizanè \| + 58 s \| \| 5e \| Marco Frigo \| Italie \| Israel-Premier Tech \| + 2 min 07 s \| \| 6e \| Ilan Van Wilder \| Belgique \| Soudal Quick-Step \| + 2 min 20 s \| \| 7e \| Alberto Bettiol \| Italie \| EF Education-EasyPost \| + 2 min 20 s \| \| 8e \| Christian Scaroni \| Italie \| Astana Qazaqstan Team \| + 2 min 20 s \| \| 9e \| Michel Hessmann \| Allemagne \| Jumbo-Visma \| + 2 min 20 s \| \| 10e \| Alex Baudin \| France \| AG2R Citroën Team \| + 2 min 20 s \| |                    |           |                                    |                 |
| |                    |           |                                    |                 |
| Source : ProCyclingStats |                    |           |                                    |                 |
| Classement de l'étape |                    |           |                                    |                 |
| Coureur | Coureur            | Pays      | Équipe                             | Temps           |
| 1er | Nico Denz          | Allemagne | Bora-Hansgrohe                     | 4 h 18 min 11 s |
| 2e | Toms Skujiņš       | Lettonie  | Trek-Segafredo                     | + 0 s           |
| 3e | Sebastian Berwick  | Australie | Israel-Premier Tech                | + 3 s           |
| 4e | Alessandro Tonelli | Italie    | Green Project-Bardiani CSF-Faizanè | + 58 s          |
| 5e | Marco Frigo        | Italie    | Israel-Premier Tech                | + 2 min 07 s    |
| 6e | Ilan Van Wilder    | Belgique  | Soudal Quick-Step                  | + 2 min 20 s    |
| 7e | Alberto Bettiol    | Italie    | EF Education-EasyPost              | + 2 min 20 s    |
| 8e | Christian Scaroni  | Italie    | Astana Qazaqstan Team              | + 2 min 20 s    |
| 9e | Michel Hessmann    | Allemagne | Jumbo-Visma                        | + 2 min 20 s    |
| 10e | Alex Baudin        | France    | AG2R Citroën Team                  | + 2 min 20 s    |

### Points attribués pour le classement par points
| Sprint intermédiaire Ceresole Alba (km 79,9) | Sprint intermédiaire Ceresole Alba (km 79,9) | Sprint intermédiaire Ceresole Alba (km 79,9) | Sprint intermédiaire Ceresole Alba (km 79,9) | Sprint intermédiaire Ceresole Alba (km 79,9) |
| -------------------------------------------- | -------------------------------------------- | -------------------------------------------- | -------------------------------------------- | -------------------------------------------- |
|                                              | Coureur                                      | Pays                                         | Équipe                                       | Point(s)                                     |
| 1er                                          | Mads Pedersen                                | Danemark                                     | Trek-Segafredo                               | 12                                           |
| 2e                                           | Michael Matthews                             | Australie                                    | Jayco AlUla                                  | 8                                            |
| 3e                                           | Jasha Sütterlin                              | Allemagne                                    | Bahrain Victorious                           | 6                                            |
| 4e                                           | Toms Skujiņš                                 | Lettonie                                     | Trek-Segafredo                               | 5                                            |
| 5e                                           | Bauke Mollema                                | Pays-Bas                                     | Trek-Segafredo                               | 4                                            |
| 6e                                           | Christian Scaroni                            | Italie                                       | Astana Qazaqstan                             | 3                                            |
| 7e                                           | Marco Frigo                                  | Italie                                       | Israel-Premier Tech                          | 2                                            |
| 8e                                           | Jonathan Lastra                              | Espagne                                      | Cofidis                                      | 1                                            |
| modifier                                     |                                              |                                              |                                              |                                              |

| Arrivée d'étape Rivoli (km 185) | Arrivée d'étape Rivoli (km 185) | Arrivée d'étape Rivoli (km 185) | Arrivée d'étape Rivoli (km 185)    | Arrivée d'étape Rivoli (km 185) |
| ------------------------------- | ------------------------------- | ------------------------------- | ---------------------------------- | ------------------------------- |
|                                 | Coureur                         | Pays                            | Équipe                             | Point(s)                        |
| 1er                             | Nico Denz                       | Allemagne                       | Bora-Hansgrohe                     | 25                              |
| 2e                              | Toms Skujiņš                    | Lettonie                        | Trek-Segafredo                     | 18                              |
| 3e                              | Sebastian Berwick               | Australie                       | Israel-Premier Tech                | 12                              |
| 4e                              | Alessandro Tonelli              | Italie                          | Green Project-Bardiani CSF-Faizanè | 8                               |
| 5e                              | Marco Frigo                     | Italie                          | Israel-Premier Tech                | 6                               |
| 6e                              | Ilan Van Wilder                 | Belgique                        | Soudal Quick-Step                  | 5                               |
| 7e                              | Alberto Bettiol                 | Italie                          | EF Education-EasyPost              | 4                               |
| 8e                              | Christian Scaroni               | Italie                          | Astana Qazaqstan                   | 3                               |
| 9e                              | Michel Hessmann                 | Allemagne                       | Jumbo-Visma                        | 2                               |
| 10e                             | Alex Baudin                     | France                          | AG2R Citroën                       | 1                               |
| modifier                        |                                 |                                 |                                    |                                 |

### Points attribués pour le classement du meilleur grimpeur
| Pedaggera (km 36,1) 3e catégorie (13,2 km à 2,7%) | Pedaggera (km 36,1) 3e catégorie (13,2 km à 2,7%) | Pedaggera (km 36,1) 3e catégorie (13,2 km à 2,7%) | Pedaggera (km 36,1) 3e catégorie (13,2 km à 2,7%) | Pedaggera (km 36,1) 3e catégorie (13,2 km à 2,7%) |
| ------------------------------------------------- | ------------------------------------------------- | ------------------------------------------------- | ------------------------------------------------- | ------------------------------------------------- |
|                                                   | Coureur                                           | Pays                                              | Équipe                                            | Point(s)                                          |
| 1er                                               | Nico Denz                                         | Allemagne                                         | Bora-Hansgrohe                                    | 9                                                 |
| 2e                                                | Amanuel Ghebreigzabhier                           | Érythrée                                          | Trek-Segafredo                                    | 4                                                 |
| 3e                                                | Vadim Pronskiy                                    | Kazakhstan                                        | Astana Qazaqstan                                  | 2                                                 |
| 4e                                                | Marco Frigo                                       | Italie                                            | Israel-Premier Tech                               | 1                                                 |
| modifier                                          |                                                   |                                                   |                                                   |                                                   |

| Colle Braida (km 157,1) 2e catégorie (10,7 km à 5,9%) | Colle Braida (km 157,1) 2e catégorie (10,7 km à 5,9%) | Colle Braida (km 157,1) 2e catégorie (10,7 km à 5,9%) | Colle Braida (km 157,1) 2e catégorie (10,7 km à 5,9%) | Colle Braida (km 157,1) 2e catégorie (10,7 km à 5,9%) |
| ----------------------------------------------------- | ----------------------------------------------------- | ----------------------------------------------------- | ----------------------------------------------------- | ----------------------------------------------------- |
|                                                       | Coureur                                               | Pays                                                  | Équipe                                                | Point(s)                                              |
| 1er                                                   | Toms Skujiņš                                          | Lettonie                                              | Trek-Segafredo                                        | 18                                                    |
| 2e                                                    | Sebastian Berwick                                     | Australie                                             | Israel-Premier Tech                                   | 8                                                     |
| 3e                                                    | Nico Denz                                             | Allemagne                                             | Bora-Hansgrohe                                        | 6                                                     |
| 4e                                                    | Alessandro Tonelli                                    | Italie                                                | Green Project-Bardiani CSF-Faizanè                    | 4                                                     |
| 5e                                                    | Marco Frigo                                           | Italie                                                | Israel-Premier Tech                                   | 2                                                     |
| 6e                                                    | Davide Formolo                                        | Italie                                                | UAE Emirates                                          | 1                                                     |
| modifier                                              |                                                       |                                                       |                                                       |                                                       |

### Points attribués pour le classement des sprints intermédiaires
| Sprint intermédiaire Ceresole Alba (km 79,9) | Sprint intermédiaire Ceresole Alba (km 79,9) | Sprint intermédiaire Ceresole Alba (km 79,9) | Sprint intermédiaire Ceresole Alba (km 79,9) | Sprint intermédiaire Ceresole Alba (km 79,9) |
| -------------------------------------------- | -------------------------------------------- | -------------------------------------------- | -------------------------------------------- | -------------------------------------------- |
|                                              | Coureur                                      | Pays                                         | Équipe                                       | Point(s)                                     |
| 1er                                          | Mads Pedersen                                | Danemark                                     | Trek-Segafredo                               | 10                                           |
| 2e                                           | Michael Matthews                             | Australie                                    | Jayco AlUla                                  | 6                                            |
| 3e                                           | Jasha Sütterlin                              | Allemagne                                    | Bahrain Victorious                           | 3                                            |
| 4e                                           | Toms Skujiņš                                 | Lettonie                                     | Trek-Segafredo                               | 2                                            |
| 5e                                           | Bauke Mollema                                | Pays-Bas                                     | Trek-Segafredo                               | 1                                            |
| modifier                                     |                                              |                                              |                                              |                                              |

| Sprint intermédiaire Butière-Haute (km 140,3) | Sprint intermédiaire Butière-Haute (km 140,3) | Sprint intermédiaire Butière-Haute (km 140,3) | Sprint intermédiaire Butière-Haute (km 140,3) | Sprint intermédiaire Butière-Haute (km 140,3) |
| --------------------------------------------- | --------------------------------------------- | --------------------------------------------- | --------------------------------------------- | --------------------------------------------- |
|                                               | Coureur                                       | Pays                                          | Équipe                                        | Point(s)                                      |
| 1er                                           | Toms Skujiņš                                  | Lettonie                                      | Trek-Segafredo                                | 10                                            |
| 2e                                            | Nico Denz                                     | Allemagne                                     | Bora-Hansgrohe                                | 6                                             |
| 3e                                            | Alessandro Tonelli                            | Italie                                        | Green Project-Bardiani CSF-Faizanè            | 3                                             |
| 4e                                            | Sebastian Berwick                             | Australie                                     | Israel-Premier Tech                           | 2                                             |
| 5e                                            | Alberto Bettiol                               | Italie                                        | EF Education-EasyPost                         | 1                                             |
| modifier                                      |                                               |                                               |                                               |                                               |

### Bonifications
|   | Coureur            | Pays      | Équipe                             | Secondes |
| - | ------------------ | --------- | ---------------------------------- | -------- |
| 1 | Toms Skujiņš       | Lettonie  | Trek-Segafredo                     | 3 s      |
| 2 | Nico Denz          | Allemagne | Bora-Hansgrohe                     | 2 s      |
| 3 | Alessandro Tonelli | Italie    | Green Project-Bardiani CSF-Faizanè | 1 s      |

|   | Coureur           | Pays      | Équipe              | Secondes |
| - | ----------------- | --------- | ------------------- | -------- |
| 1 | Nico Denz         | Allemagne | Bora-Hansgrohe      | 10 s     |
| 2 | Toms Skujiņš      | Lettonie  | Trek-Segafredo      | 6 s      |
| 3 | Sebastian Berwick | Australie | Israel-Premier Tech | 4 s      |

## Classements à l'issue de l'étape

### Classement général
| \| Classement général \| Classement général \| Classement général \| Classement général \| Classement général \| \| Coureur \| Coureur \| Pays \| Équipe \| Temps \| \| ------------------ \| ---------------------- \| ------------------ \| ------------------ \| ------------------ \| \| 1er \| Geraint Thomas \| Royaume-Uni \| Ineos Grenadiers \| 49 h 02 min 05 s \| \| 2e \| Primož Roglič \| Slovénie \| Jumbo-Visma \| + 2 s \| \| 3e \| João Almeida \| Portugal \| UAE Team Emirates \| + 22 s \| \| 4e \| Andreas Leknessund \| Norvège \| Team DSM \| + 35 s \| \| 5e \| Damiano Caruso \| Italie \| Bahrain Victorious \| + 1 min 28 s \| \| 6e \| Lennard Kämna \| Allemagne \| Bora-Hansgrohe \| + 1 min 52 s \| \| 7e \| Eddie Dunbar \| Irlande \| Team Jayco AlUla \| + 2 min 32 s \| \| 8e \| Thymen Arensman \| Pays-Bas \| Ineos Grenadiers \| + 2 min 32 s \| \| 9e \| Laurens De Plus \| Belgique \| Ineos Grenadiers \| + 2 min 36 s \| \| 10e \| Aurélien Paret-Peintre \| France \| AG2R Citroën Team \| + 2 min 48 s \| |                        |             |                    |                  |
| |                        |             |                    |                  |
| Source : ProCyclingStats |                        |             |                    |                  |
| Classement général |                        |             |                    |                  |
| Coureur | Coureur                | Pays        | Équipe             | Temps            |
| 1er | Geraint Thomas         | Royaume-Uni | Ineos Grenadiers   | 49 h 02 min 05 s |
| 2e | Primož Roglič          | Slovénie    | Jumbo-Visma        | + 2 s            |
| 3e | João Almeida           | Portugal    | UAE Team Emirates  | + 22 s           |
| 4e | Andreas Leknessund     | Norvège     | Team DSM           | + 35 s           |
| 5e | Damiano Caruso         | Italie      | Bahrain Victorious | + 1 min 28 s     |
| 6e | Lennard Kämna          | Allemagne   | Bora-Hansgrohe     | + 1 min 52 s     |
| 7e | Eddie Dunbar           | Irlande     | Team Jayco AlUla   | + 2 min 32 s     |
| 8e | Thymen Arensman        | Pays-Bas    | Ineos Grenadiers   | + 2 min 32 s     |
| 9e | Laurens De Plus        | Belgique    | Ineos Grenadiers   | + 2 min 36 s     |
| 10e | Aurélien Paret-Peintre | France      | AG2R Citroën Team  | + 2 min 48 s     |

| Classement par points | Classement par points | Classement par points | Classement par points | Classement par points |
| Coureur               | Coureur               | Pays                  | Équipe                | Points                |
| --------------------- | --------------------- | --------------------- | --------------------- | --------------------- |
| 1er                   | Jonathan Milan        | Italie                | Bahrain Victorious    | 164 pts               |
| 2e                    | Mads Pedersen         | Danemark              | Trek-Segafredo        | 140 pts               |
| 3e                    | Pascal Ackermann      | Allemagne             | UAE Team Emirates     | 88 pts                |
| 4e                    | Michael Matthews      | Australie             | Team Jayco AlUla      | 68 pts                |
| 5e                    | Derek Gee             | Canada                | Israel-Premier Tech   | 64 pts                |
| 6e                    | Magnus Cort Nielsen   | Danemark              | EF Education-EasyPost | 56 pts                |
| 7e                    | Toms Skujiņš          | Lettonie              | Trek-Segafredo        | 51 pts                |
| 8e                    | Mark Cavendish        | Royaume-Uni           | Astana Qazaqstan Team | 51 pts                |
| 9e                    | Vincenzo Albanese     | Italie                | Eolo-Kometa           | 44 pts                |
| 10e                   | Davide Bais           | Italie                | Eolo-Kometa           | 39 pts                |

| Classement par points | Classement par points | Classement par points | Classement par points | Classement par points |
| Coureur               | Coureur               | Pays                  | Équipe                | Points                |
| --------------------- | --------------------- | --------------------- | --------------------- | --------------------- |
| 1er                   | Jonathan Milan        | Italie                | Bahrain Victorious    | 164 pts               |
| 2e                    | Mads Pedersen         | Danemark              | Trek-Segafredo        | 140 pts               |
| 3e                    | Pascal Ackermann      | Allemagne             | UAE Team Emirates     | 88 pts                |
| 4e                    | Michael Matthews      | Australie             | Team Jayco AlUla      | 68 pts                |
| 5e                    | Derek Gee             | Canada                | Israel-Premier Tech   | 64 pts                |
| 6e                    | Magnus Cort Nielsen   | Danemark              | EF Education-EasyPost | 56 pts                |
| 7e                    | Toms Skujiņš          | Lettonie              | Trek-Segafredo        | 51 pts                |
| 8e                    | Mark Cavendish        | Royaume-Uni           | Astana Qazaqstan Team | 51 pts                |
| 9e                    | Vincenzo Albanese     | Italie                | Eolo-Kometa           | 44 pts                |
| 10e                   | Davide Bais           | Italie                | Eolo-Kometa           | 39 pts                |

| Classement de la montagne | Classement de la montagne | Classement de la montagne | Classement de la montagne  | Classement de la montagne |
| Coureur                   | Coureur                   | Pays                      | Équipe                     | Points                    |
| ------------------------- | ------------------------- | ------------------------- | -------------------------- | ------------------------- |
| 1er                       | Davide Bais               | Italie                    | Eolo-Kometa                | 104 pts                   |
| 2e                        | Thibaut Pinot             | France                    | Groupama-FDJ               | 50 pts                    |
| 3e                        | Karel Vacek               | Tchéquie                  | Team Corratec-Selle Italia | 36 pts                    |
| 4e                        | Toms Skujiņš              | Lettonie                  | Trek-Segafredo             | 30 pts                    |
| 5e                        | Amanuel Ghebreigzabhier   | Érythrée                  | Trek-Segafredo             | 30 pts                    |
| 6e                        | Ben Healy                 | Irlande                   | EF Education-EasyPost      | 24 pts                    |
| 7e                        | Aurélien Paret-Peintre    | France                    | AG2R Citroën Team          | 22 pts                    |
| 8e                        | Alessandro De Marchi      | Italie                    | Team Jayco AlUla           | 22 pts                    |
| 9e                        | Veljko Stojnić            | Serbie                    | Team Corratec-Selle Italia | 21 pts                    |
| 10e                       | Francesco Gavazzi         | Italie                    | Eolo-Kometa                | 18 pts                    |

| Classement de la montagne | Classement de la montagne | Classement de la montagne | Classement de la montagne  | Classement de la montagne |
| Coureur                   | Coureur                   | Pays                      | Équipe                     | Points                    |
| ------------------------- | ------------------------- | ------------------------- | -------------------------- | ------------------------- |
| 1er                       | Davide Bais               | Italie                    | Eolo-Kometa                | 104 pts                   |
| 2e                        | Thibaut Pinot             | France                    | Groupama-FDJ               | 50 pts                    |
| 3e                        | Karel Vacek               | Tchéquie                  | Team Corratec-Selle Italia | 36 pts                    |
| 4e                        | Toms Skujiņš              | Lettonie                  | Trek-Segafredo             | 30 pts                    |
| 5e                        | Amanuel Ghebreigzabhier   | Érythrée                  | Trek-Segafredo             | 30 pts                    |
| 6e                        | Ben Healy                 | Irlande                   | EF Education-EasyPost      | 24 pts                    |
| 7e                        | Aurélien Paret-Peintre    | France                    | AG2R Citroën Team          | 22 pts                    |
| 8e                        | Alessandro De Marchi      | Italie                    | Team Jayco AlUla           | 22 pts                    |
| 9e                        | Veljko Stojnić            | Serbie                    | Team Corratec-Selle Italia | 21 pts                    |
| 10e                       | Francesco Gavazzi         | Italie                    | Eolo-Kometa                | 18 pts                    |

| Classement du meilleur jeune | Classement du meilleur jeune | Classement du meilleur jeune | Classement du meilleur jeune | Classement du meilleur jeune |
| Coureur                      | Coureur                      | Pays                         | Équipe                       | Temps                        |
| ---------------------------- | ---------------------------- | ---------------------------- | ---------------------------- | ---------------------------- |
| 1er                          | João Almeida                 | Portugal                     | UAE Team Emirates            | 49 h 02 min 27 s             |
| 2e                           | Andreas Leknessund           | Norvège                      | Team DSM                     | + 13 s                       |
| 3e                           | Thymen Arensman              | Pays-Bas                     | Ineos Grenadiers             | + 2 min 10 s                 |
| 4e                           | Santiago Buitrago            | Colombie                     | Bahrain Victorious           | + 4 min 18 s                 |
| 5e                           | Ilan Van Wilder              | Belgique                     | Soudal Quick-Step            | + 5 min 46 s                 |
| 6e                           | Einer Rubio                  | Colombie                     | Movistar Team                | + 10 min 49 s                |
| 7e                           | Michel Hessmann              | Allemagne                    | Jumbo-Visma                  | + 11 min 51 s                |
| 8e                           | Alexander Cepeda             | Équateur                     | EF Education-EasyPost        | + 13 min 23 s                |
| 9e                           | Marco Frigo                  | Italie                       | Israel-Premier Tech          | + 19 min 17 s                |
| 10e                          | Laurens Huys                 | Belgique                     | Intermarché-Circus-Wanty     | + 20 min 17 s                |

| Classement du meilleur jeune | Classement du meilleur jeune | Classement du meilleur jeune | Classement du meilleur jeune | Classement du meilleur jeune |
| Coureur                      | Coureur                      | Pays                         | Équipe                       | Temps                        |
| ---------------------------- | ---------------------------- | ---------------------------- | ---------------------------- | ---------------------------- |
| 1er                          | João Almeida                 | Portugal                     | UAE Team Emirates            | 49 h 02 min 27 s             |
| 2e                           | Andreas Leknessund           | Norvège                      | Team DSM                     | + 13 s                       |
| 3e                           | Thymen Arensman              | Pays-Bas                     | Ineos Grenadiers             | + 2 min 10 s                 |
| 4e                           | Santiago Buitrago            | Colombie                     | Bahrain Victorious           | + 4 min 18 s                 |
| 5e                           | Ilan Van Wilder              | Belgique                     | Soudal Quick-Step            | + 5 min 46 s                 |
| 6e                           | Einer Rubio                  | Colombie                     | Movistar Team                | + 10 min 49 s                |
| 7e                           | Michel Hessmann              | Allemagne                    | Jumbo-Visma                  | + 11 min 51 s                |
| 8e                           | Alexander Cepeda             | Équateur                     | EF Education-EasyPost        | + 13 min 23 s                |
| 9e                           | Marco Frigo                  | Italie                       | Israel-Premier Tech          | + 19 min 17 s                |
| 10e                          | Laurens Huys                 | Belgique                     | Intermarché-Circus-Wanty     | + 20 min 17 s                |

| Classement par équipes | Classement par équipes | Classement par équipes | Classement par équipes |
| Équipe                 | Équipe                 | Pays                   | Temps                  |
| ---------------------- | ---------------------- | ---------------------- | ---------------------- |
| 1re                    | Jumbo-Visma            | Pays-Bas               | 147 h 02 min 35 s      |
| 2e                     | Ineos Grenadiers       | Royaume-Uni            | + 3 min 49 s           |
| 3e                     | EF Education-EasyPost  | États-Unis             | + 4 min 07 s           |
| 4e                     | Bahrain Victorious     | Bahreïn                | + 5 min 35 s           |
| 5e                     | UAE Team Emirates      | Émirats arabes unis    | + 8 min 35 s           |

| Classement par équipes | Classement par équipes | Classement par équipes | Classement par équipes |
| Équipe                 | Équipe                 | Pays                   | Temps                  |
| ---------------------- | ---------------------- | ---------------------- | ---------------------- |
| 1re                    | Jumbo-Visma            | Pays-Bas               | 147 h 02 min 35 s      |
| 2e                     | Ineos Grenadiers       | Royaume-Uni            | + 3 min 49 s           |
| 3e                     | EF Education-EasyPost  | États-Unis             | + 4 min 07 s           |
| 4e                     | Bahrain Victorious     | Bahreïn                | + 5 min 35 s           |
| 5e                     | UAE Team Emirates      | Émirats arabes unis    | + 8 min 35 s           |

## Abandons
- Mikaël Cherel (AG2R Citroën) : abandon
- Alessandro Covi (UAE Emirates) : non-partant
- Kaden Groves (Alpecin-Deceuninck) : abandon
- Harm Vanhoucke (DSM) : abandon